# Huxley (Texas)
Huxley is een plaats (city) in de Amerikaanse staat Texas, en valt bestuurlijk gezien onder Shelby County.

## Demografie
Bij de volkstelling in 2000 werd het aantal inwoners vastgesteld op 298.
In 2006 is het aantal inwoners door het United States Census Bureau geschat op 320, een stijging van 22 (7.4%).

## Geografie
Volgens het United States Census Bureau beslaat de plaats een oppervlakte van
5,3 km², waarvan 5,2 km² land en 0,1 km² water. Huxley ligt op ongeveer 85 m boven zeeniveau.

## Plaatsen in de nabije omgeving
De onderstaande figuur toont nabijgelegen plaatsen in een straal van 28 km rond Huxley.